# 최익현 초상
최익현 초상(崔益鉉 肖像)은 제주특별자치도 제주시 국립제주박물관에 있는 대한제국시대의 초상화이다. 2007년 2월 27일 대한민국의 보물 제1510호로 지정되었다.

## 개요
구한말의 대표적 우국지사(憂國之士)인 면암 최익현(勉庵 崔益鉉, 1833-1906)의 초상화로, 면 암최선생칠십사세상 모관본(勉 庵崔先生七十四歲像 毛冠本) 및 을사맹춘상한정산군수채룡신도사(乙巳孟春上澣定山郡守蔡龍臣圖寫)라고 쓰인 우측 상하단의 기록을 통해 1905년에 채용신이 그린 작품임을 알 수 있다. 심의를 입고 털모자를 쓴 모습인데 심의(深衣)는 그가 위정척사에 노력한 전통 성리학자임을 잘 전해주고 털모자의 모관(毛冠)은 의병장으로 활동하기도 했던 최익현의 애국적 풍모를 잘 보여준다. 채용신의 초기 작품에서 풍기는 조심스럽고 근실한 화법과 소박한 화격이 최익현의 우국지사적인 분위기를 더욱 잘 살려 주고 있다.

## 같이 보기
- 최익현
- 채용신

## 참고 자료
- 최익현 초상 - 국가유산청 국가유산포털